# Fiona Apple
Fiona Apple, geboren als Fiona Apple McAfee Maggart (New York, 13 september 1977), is een Amerikaanse zangeres en pianiste. Van haar albums Tidal (1996) en When the Pawn... (1999) zijn wereldwijd meer dan vijf miljoen exemplaren verkocht. In april 2020 kwam haar vijfde album, Fetch the Bolt Cutters, uit.
Naast haar muzikale carrière strijdt Apple voor de rechten van dieren. Ze is lid van de PETA en is veganiste.

## Achtergrond
Fiona Apple is de dochter van zangeres Diane McAfee en acteur Brandon Maggart. Haar zus, Amber, is cabaretière onder het pseudoniem Maude Maggart. Als kind gedroeg ze zich antisociaal en ze leed aan een obsessieve-compulsieve stoornis. Hiervoor onderging zij een therapie.

## Muzikale carrière
Haar doorbraak in de muziekindustrie kwam nadat een vriendin van haar, die oppaste bij een medewerker van een platenmaatschappij, haar werkgever een demo van Fiona liet horen. De muziek maakte indruk en zo kwam Apple aan een platencontract.

### Tidal
In 1996 kwam het debuutalbum Tidal uit. In Amerika werden er drie miljoen exemplaren van het album verkocht, waarmee het album drievoudig platina werd. Tot de singles van het album behoorden "Criminal", "Sleep to Dream", "Shadowboxer" en "Never is a Promise".

### When the Pawn...
In 1999 kwam het tweede album uit, waarvan de volledige titel een heel gedichtje is: When the Pawn Hits the Conflicts He Thinks Like a King. What He Knows Throws the Blows When He Goes to the Fight. And He'll Win the Whole Thing 'Fore He Enters the Ring. There's No Body To Batter When Your Mind is Your Might. So When You Go Solo, You Hold Your Own Hand. And Remember That Depth is the Greatest of Heights. And If You Know Where You Stand, Then You Know Where to Land. And If You Fall It Won't Matter, Cuz You'll Know That You're Right. Het album werd over het algemeen door de pers positief ontvangen en werd platina. Toentertijd had Apple een verhouding met filmregisseur Paul Thomas Anderson.

### Extraordinary Machine
Het derde album, Extraordinary Machine, werd aanvankelijk door Jon Brion geproduceerd. In mei 2003 werd het concept voorgelegd aan Sony. Zij waren naar verluidt echter niet enthousiast over het eindresultaat en het project werd meer dan twee jaar opgeschort. Verhalen dat het album door Sony werd afgewezen omdat er geen echte single op stond worden door Apple zelf tegengesproken.
In 2004 lekten delen van het album via internet uit. Vervolgens verspreidde de muziek zich in hoog tempo via verschillende P2P-netwerken en werd er zelfs een officieus Free Fiona-actiegroep opgericht. Op 15 augustus 2005 kwam het langverwachte album officieel uit. Apple nam grote delen van het album opnieuw op en liet de productie over aan Mike Elizondo. Ook bevatte het album een nieuw nummer, het enkel met piano uitgevoerde Parting Gift

### The Idler Wheel...
In april 2012 werd bekend dat Apple een vierde album zou uitbrengen. Net als bij When the Pawn... bestaat de titel van het album uit een gedicht van dit keer 23 woorden. De volledige titel luidt The Idler Wheel Is Wiser Than The Driver Of The Screw And Whipping Cords Will Serve You More Than Ropes Will Ever Do. Er ging een periode van zeven jaar stilte aan het album vooraf.  Zelfs platenmaatschappij Epic wist niet dat Apple met een plaat bezig was. Het album bevat een naakte productie en een donker dissonant geluid verzorgd door producent en percussionist Charley Drayton. De eerste single, Every Single Night, dat verscheen op 8 mei 2012, kon rekenen op positieve geluiden van critici en fans.

### Fetch the Bolt Cutters
In april 2020 verscheen Apple's vijfde studio-album, getiteld Fetch the Bolt Cutters.

## Discografie

### Albums
| Album met eventuele hitnotering(en) in de Nederlandse Album Top 100                                                  | Datum van verschijnen | Datum van binnenkomst | Hoogste positie | Aantal weken | Opmerkingen |
| --- | --------------------- | --------------------- | --------------- | ------------ | ----------- |
| Tidal | 24-06-1996            | -                     |                 |              |             |
| When the pawn hits the conflicts he thinks like a king....                                                           | 08-11-1999            | -                     |                 |              |             |
| Extraordinary machine                                                                                                | 10-10-2005            | -                     |                 |              |             |
| Original album classics                                                                                              | 26-07-2010            | -                     |                 |              |             |
| The idler wheel is wiser than the driver of the screw and whipping cords will serve you more than ropes will ever do | 15-06-2012            | 23-06-2012            | 62              | 1            |             |
| Fetch the Bolt Cutters                                                                                               | 17-04-2020            |                       |                 |              |             |

| Album met hitnotering(en) in de Vlaamse Ultratop 200 albums                                                          | Datum van verschijnen | Datum van binnenkomst | Hoogste positie | Aantal weken | Opmerkingen |
| --- | --------------------- | --------------------- | --------------- | ------------ | ----------- |
| The idler wheel is wiser than the driver of the screw and whipping cords will serve you more than ropes will ever do | 15-06-2012            | 30-06-2012            | 116             | 4            |             |